# Заккур
Заккур или Закир — арамейский царь Хамата и Луаша (конец IX века до н. э.). Известен по своей стеле, найденной в 1903 году.
Заккур разорвал традиционный союз с могущественным Дамасским царством и сблизился с Ассирией. Царь Дамаска Бар-Хадад III организовал для борьбы с Закиром коалицию царей Верхней Сирии и Киликии, однако Заккуру удалось отразить нападение противника. Дамасское царство после этого утратило своё преобладание в Сирии.

## Приход к власти
В Хамате участнику битвы при Каркаре царю Ирхулени (Урхулинасу) наследовал его сын Уратами, который, как и его отец и дед, носил хетто-лувийское (или хурритское) имя. Затем, по предположениям, в стране произошёл переворот, и власть захватил арамей Заккур, свергнувший неохеттскую династию и основавший арамейскую. Косвенно это подтверждается тем, что в надписях не упоминаются царственные предки нового царя. Были ли в Хамате какие-либо цари между Уратами и Закиром, неизвестно.
Судя по арамейскому происхождению, Заккур не был уроженцем Хамата, а прибыл сюда с берегов Евфрата, из района, который имел старые торговые связи с долиной Оронта. По мнению Алана Милларда, местом его происхождения была 'Ana' — вероятно, Терка в царстве Хана, испытывавшая сильное ассирийское влияние или иракская Ана.
По одной теории, Заккур мог быть был родственником (сыном) Мардук-апил-уцура, правителя приевфратского княжества Суху, с которым предыдущий хаматский царь Уратами поддерживал интенсивные отношения. Предполагается, что между 807 и 805 годами до н. э. Заккуру удалось захватить власть в Хамате, опираясь на брак между ним и дочерью хаматского царя.
Трудно сказать, захватил ли Заккур власть, опираясь на какую-то дружину, которую привёл с собой, как это сделал Давид в Хевроне, или нашёл себе опору уже на новом месте. Но в любом случае его чужеземное происхождение предполагает совершение насильственного переворота.

## Царь Лу’аша
Примечательно, что Заккур в своей надписи именует себя царём Хамата и Луаша. Последняя область располагалась к северо-востоку от Хамата, занимая территорию древнего Нухашше, и можно предполагать, что именно Заккур объединил Хамат и Луаш в единое царство. При этом своей столицей он избрал Хазрак (ассирийская Хатарикка, библейский Хадрах), бывший до этого центром именно Луаша, хотя царство и сохранило прежнее название.
Причины этого не совсем ясны. Возможно, в Лухути преобладало арамейское население, в то время как в собственно Хамате был ещё очень силён лувийский элемент, и арамей Заккур предпочёл перенести свою резиденцию в более близкую ему этническую среду. Возможно и то, что Заккур, будучи узурпатором, решил основать новую столицу, в которой не было бы никаких воспоминаний о прежней династии.
Не исключено также и то, что изначально он был правителем именно Луаша, и тогда речь должна идти о присоединении Хамата к Лугашу, а не наоборот, а сохранение имени Хамата в названии объединённого царства объясняется его престижностью.
Как бы то ни было, в результате деятельности Заккура возникло новое, довольно сильное объединённое государство, способное поставить под вопрос гегемонию Дамаска во Внутренней Сирии.

## Стела из Телль-Афиса
Победная надпись хаматского Заккура, ныне известная как стела Заккура, было обнаружена Анри Поньоном в 1903 году на холме Телль-Афес, который соотносят с развалинами Хатарикки, в 45 километрах к юго-востоку от современного Алеппо. Она содержит запись о конфликте между Заккуром и дамасским царём Бар-Хададом III, который со многими союзниками осадил Хадрах.
Причины конфликта доподлинно неизвестны — это мог быть ответ на усиление соседнего государства, способного стать угрозой гегемонии, свержение старой династии, долгое время бывшей союзницей дамасских царей, или на проассирийскую позицию нового правителя.
В составе антихаматской коалиции, возглавляемой царём Арама Бар-Хададом, сыном Хазаэла, упоминаются 10 царей, которых собрал Бар-Хадад, но названы только Бар-Гуш, Куэ, Амук (то есть Унки), Гургум, Самааль, Мелид (имена других остались неизвестны из-за дефектности текста надписи), причём из самих царей по имени назван только Бар-Хадад, видимо, чтобы подчеркнуть его ведущую роль.
Закир, говорится в надписи, несмотря на разницу в силах, успешно отразил натиск коалиции, которую возглавлял царь Дамаска. В результате этого коалиция, потерпев поражение, очевидно, распалась. Закир рассказывает: «И я воздел свои руки к владыке небесному, и ответил мне владыка небесный, и говорил владыка небесный мне через провидцев и через прорицателей. И сказал мне владыка небесный: не бойся, ибо я воцарил тебя, и я встану с тобой, и я спасу тебя от всех этих царей, которые соорудили против тебя осадный вал. И сказал мне владыка небесный…» Надпись повреждена, и тем не менее ясно, что владыка небесный произносит угрозу в адрес врагов Закира, а затем приводит его к победе.
Сам хаматский царь говорит о помощи богов, к которым он воззвал и которые освободили его от осады, в честь чего он и поставил стелу с благодарственной надписью. Современные исследователи полагают, что речь идёт о вмешательстве ассирийского царя Адад-нирари III, однако это мнение не является бесспорным ввиду отсутствия упоминаний Заккуром помощи ассирийцев.

## Стела из Антакьи
В 1968 году в Турции между городами Антакья и Самандаг было случайно обнаружена древняя стела, ставшая известной как стела из Антакьи. Пограничная стела повествует о регулировании территориального спора между Арпадом и Хаматом, причём посредниками в этом выступали ассирийцы. Непосредственным арбитром в споре между Арпадом и Хаматом выступал всесильный ассирийский вельможа Шамши-илу, на протяжении нескольких десятилетий почти самостоятельно управлявший из Тиль-Барсипа ассирийскими владениями по соседству с Сирией.
Согласно тексту стелы, новые границы (по Оронту) была более выгодны царю Арпада Аттаар-шумки, сыну Адираму, которому Заккур Хаматянин должен был передать город Нахласи и все прилегающие земли. Надпись заканчивается проклятием, направленным против каждого, кто попытается сдвинуть границу или уничтожить установленную на ней стелу.
Споры вызвало упоминание реки Оронт. Согласно одному из толкований, Оронт должен был выступить границей между царствами Хамат и Бит-Агуси. Однако удалённость стелы (при условии неизменности местоположения с момента установки или близости к Оронту, вниз по течению которого она могла быть спущена) от традиционных территорий Бит-Агуси, позволила некоторых учёным выдвинуть теорию о разделе между Хаматом и Арпадом территории царства Паттина (или её значительной части в долине Габ). Более умеренные мнения говорят об анклаве или эксклаве Арпада, включении в сферу влияния либо же вовсе о разделе вод Оронта.